# Šubin
Šubin (cyr. Шубин) – wieś w Bośni i Hercegowinie, w Republice Serbskiej, w gminie Srebrenica. W 2013 roku liczyła 3 mieszkańców.